# Wiosna (Rachmaninow)
Wiosna op. 20 (oryg. Весна) – kantata na baryton, chór i orkiestrę skomponowana w 1902 przez Siergieja Rachmaninowa (po ukończeniu słynnego II Koncertu fortepianowego c-moll op. 18). 
Utwór trwający około 17 minut oparty jest na poemacie Nikołaja Niekrasowa zatytułowanym Zielony szelest (ros. Зеленый шум) z 1863. Opowiada on o zdradzonym późnym latem mężu, który zimą planuje zemstę na swojej żonie, a ostatecznie przebacza jej wraz z nadejściem wiosny. Kompozycja powstała w czasie małżeństwa Rachmaninowa z Natalją Satiną.

## Publikacje/Wykonania
- Sergei Jakowenko, Jurlow Chor, Staatl. Sinfonieorchester der UdSSR, Jewgienij Swietłanow. Miełodija, 1984
- Jorma Hynninen, Chor und Orchester des Dänischen Rundfunks, Dmitrij Kitajenko. Chandos 1991
- Siergiej Leiferkus, Choral Arts Society of Philadelphia, Philadelphia Orchestra, Charles Dutoit. Decca Records 1992
- Tigram Martirosjan, Russ. Staatskapelle und - orchester, Walerij Poljanski. Chandos 1997